# Unikkatil
Unikkatil, pseudonimo di Viktor Palokaj (Pristina, 18 marzo 1981), è un rapper e produttore discografico albanese attivo negli Stati Uniti. È considerato da molti artisti albanesi come il migliore cantante e rapper albanese nel mondo.
Insieme ai gruppi NR e Ritmi i Rruges ha rivoluzionato la musica rap albanese e questo ne fa uno dei rapper europei più rivoluzionari e attivi negli anni 2000.

## Biografia
È nato a Pristina, Kosovo, ed è poi emigrato negli Stati Uniti a New York precisamente nel quartiere del Bronx.

## Discografia

### Album
- 2002 – Shíhemi n'përkujtíme
- 2004 – Fjált E Pavdekshme
- 2005 – Prezenton the Bloody Alboz
- 2006 – Armiqt Suprem
- 2007 – Kanuni I Katilit

### Singoli
- 2011 – A Nive (con Klepto)
- 2012 – Do (con Presioni)
- 2012 – Kuq E Zi (con Klepto)
- 2013 – U Qova Pi Vorri
- 2016 – Ndryshe (con Kobra)
- 2018 – A Pe Sheh? (con Milot e Don Phenom)
- 2019 - Shqiptar (con Mozzik)
- 2022 - Po Eci